# Alfred Niepieklo
Alfred Niepieklo (ur. 11 czerwca 1927 roku w Castrop-Rauxel, zm. 1 kwietnia 2014) – niemiecki piłkarz polskiego pochodzenia. Występował na pozycji napastnika.

## Kariera sportowa
Karierę rozpoczynał w SV Castrop 02, jednak w 1951 roku przeniósł się do Borussii Dortmund, w  której występował przez 8 lat. Zdobył z klubem dwa mistrzostwa Niemiec.
Tworzył legendarny atak "trzech Alfredów" (drei Alfredos) wraz z Alfredem Kelbassą oraz  Alfredem Preisslerem. Strzelił dla klubu z Dortmundu 107 bramek w 183 występach i miał ogromny udział w zdobyciu dwóch mistrzostw kraju.